# Capital-investissement
Le capital-investissement (en anglais : private equity) est un mode d'investissement de capital où un investisseur ou fonds d'investissement utilise des capitaux pour acheter des parts d'une entreprise non cotée en bourse.

## Concept

### Définition
Le capital-investissement consiste, stricto sensu, en une augmentation de capital d'une entreprise par un apport d'une autre entreprise spécialisée dans l'investissement. Le capital-investissement (private equity) est private car il est apporté à des entreprises qui ne sont pas cotées en bourse. Le private equity s'oppose au public equity, qui désigne des titres qui ont fait l'objet de procédures de cotation publique sur un marché.
Parce que les opérations de private equity ont lieu sur les marchés de gré à gré et non sur les places boursières, les obligations réglementaires et régulations liées au private equity sont moindres. Pour la même raison, la liquidité est également plus difficile à trouver. Pour compenser cet aspect, le capital-investissement vise des performances de long terme supérieures à celles des marchés financiers.
Les sociétés qui apportent le capital sont des fonds d'investissement, aussi appelées sociétés de portefeuilles. Elles gèrent un portefeuille financier, à savoir un ensemble de participations dans des entreprises. Leur objectif est d'acheter une entreprise ou une part d'une entreprise, souvent avec de la dette, pour revendre la part quelques années plus tard en ayant remboursé l'emprunt grâce aux revenus générés par l'entreprise.

### Organisation et performance
L'investisseur en capital cherche souvent à réaliser une plus-value en cédant ou vendant sa part après 3 à 10 ans (selon le secteur économique). Cette « sortie » se fait de gré à gré, ou par introduction en bourse.
Afin d'optimiser la valeur future de l'entreprise et donc la plus-value à la cession, l'investisseur en capital ne va généralement pas se contenter d'apporter une aide financière. En plus des capitaux injectés, il va donc pouvoir apporter des conseils financiers, un réseau d'affaires et un soutien stratégique aux dirigeants de l'entreprise en portefeuille. L'ensemble des ressources ainsi mobilisées permettent d'accompagner la société dans son développement avant de céder les parts du capital détenues en générant une plus-value.
Le capital-investissement contribue au développement d'une entreprise, qui a besoin de fonds pour croître. Il peut aussi être utilisé pour racheter une société ou une division d'une société, ou encore l'aider à se redresser. En contrepartie du risque pris et de l'immobilisation de son capital sur une certaine période (coût d'opportunité), le fonds de capital-investissement espère un rendement sur le capital investi supérieur à celui des actions cotées, compte tenu de la non-liquidité de son investissement, parfois pour plusieurs années. Souvent, il accompagne aussi la société en portefeuille sur les questions stratégiques, financières, juridiques, etc., et parfois il en prend le contrôle.
Le choix d'investissement de la part du fonds d'investissement repose sur des estimations et des calculs. Il exige un bon choix d'entreprise ainsi que l'évaluation du prix d'achat adéquat ainsi que de la structure d'endettement adaptée (il en existe en effet plusieurs). Cela passe par une modélisation (ex : LBO Model).

### Types d'acteurs
Le capital-investissement se décline sous plusieurs formes selon l'objectif et la situation de l'entreprise. Les investissements peuvent être réalisés par des sociétés ou fonds d'investissement spécialisés constitués ad hoc, privés ou publics, d'origine industrielle ou financière (capital-investissement institutionnel avec notamment les fonds de pension, les assureurs et les banques), mais aussi par des individus fortunés et expérimentés (business angels ou investisseurs providentiels).
Certains fonds spécialisés de private equity investissent uniquement dans des actifs immobiliers. Ces actifs immobiliers peuvent être des résidences étudiantes, des complexes hôteliers, des immeubles de bureaux ou des centres commerciaux. La différence majeure avec le private equity classique tient aux spécificités du secteur immobilier, extrêmement cyclique. Une autre spécificité tient au fait que certains fonds de private equity spécialisés en immobilier investissent dans des projets qu'ils vont eux-mêmes développer. Concrètement, le fonds fait l'acquisition d'un terrain et développe intégralement l'actif immobilier.

## Historique

### Du Moyen Âge à la Renaissance: formes précoces
Le capital-investissement connaît ses balbutiements au Moyen Âge, en Chine et en Europe. Cette forme de marché est dite de gré à gré, entre deux acteurs : d'un côté, l'un dispose de capitaux, par exemple sous forme de liquidités, une monnaie de commodité reconnue par tous, et, de l'autre, un transporteur, par exemple un équipage œuvrant sous la responsabilité d'un capitaine de navire, chargé de réceptionner de la marchandise et de la livrer. Le transporteur doit ramener une cargaison (par exemple d'épices ou de produits précieux). Le profit, la plus-value, était partagé selon des règles proches de celles encore en vigueur dans le capital investissement entre les deux parties.
Cependant, cette forme primitive de capital-investissement n'est pas, en réalité, aussi simple, car les risques sont alors considérables : le transporteur, pour remplir sa part du marché et honorer le contrat passé avec l'investisseur, doit s'assurer de la disponibilité de la marchandise à la réception, il doit ensuite affronter les intempéries et les risques de vol, de guerre, etc. De son côté, l'investisseur doit pouvoir prouver au fournisseur et au transporteur sa solvabilité. C'est pourquoi, dès cette époque, aussi bien en Chine, en Europe et au Moyen-Orient, sont inventées des outils tels que la lettre de change, et des formes primitives d'assurance-risque.

### Une pratique qui apparaît après 1945
Au XXe siècle, l'investissement en capital connaît un âge d'or aux États-Unis, dans la Silicon Valley après la Seconde Guerre mondiale d'une part et dans les grandes universités américaines (Stanford, MIT, etc.) d'autre part. Il s'implante ensuite en Europe dans les années 1970.
Depuis les années 1970, de nombreux fonds d'investissement se sont constitués. Ils injectent de l'argent dans des sociétés ayant besoin de capitaux propres ou entrent dans leur capital et leur gouvernance, ou parfois se contentent de rachat d'actions détenues par les actionnaires historiques. L'investissement prend parfois la forme d'obligations convertibles et de produits dérivés (options, bons de souscription d'actions nouvelles notamment). Leurs prises de participation peuvent être unilatérales ou croisées.
En France par exemple, la création des Fonds Communs de Placement à Risque (FCPR) dans les années 1980, des Fonds Communs de Placement pour l'Innovation (FCPI) en 1996 et des Fonds d'Investissement de Proximité (FIP) en 2003, ont encouragé cette activité, qui est toutefois restée moindre qu'en Amérique du Nord, où l'expansion des années 1990 a été facilitée par le succès de la bourse de croissance, le Nasdaq américain, lorsqu'il a bénéficié de la préférence boursière pour les jeunes sociétés, qui a offert des capitalisations boursières sans équivalent dans l'histoire à de nombreux sites Internet (AOL, Amazon, Yahoo et EBay), mais aussi des nouvelles sociétés de biotechnologies (Amgen, Genentech, DeCODE Genetics, 23andMe, Genset, et Transgene).

### Depuis 2000: entre bulles et croissance
Le capital-investissement a essuyé l'éclatement de la bulle Internet grâce à une rentabilité avérée à long terme. Il aurait investi en 2006 aux États-Unis 290 milliards d'euros en rachats d'entreprises, contre 220 milliards au premier semestre de 2007, provoquant la prise de contrôle de huit mille sociétés en six mois. Un salarié américain sur quatre - et un salarié français sur douze - travaillerait d'ores et déjà pour ces entreprises.
La hausse récente des taux d'intérêt a entraîné des doutes sur la capacité de ces institutions, largement financées jusqu'ici par des crédits et obligations à taux bas, non seulement à continuer d'afficher d'importantes plus-values, mais encore à résister à des changements de conjoncture. Le demi-succès de l'introduction en bourse de Blackstone en juin 2007, le plus important groupe mondial de capital-investissement, a donné un certain corps à ces inquiétudes.
Par ailleurs, le resserrement des conditions de l'emprunt sur les marchés financiers ou credit squeeze à la suite de la crise des subprimes en 2007 a entraîné des difficultés pour de nombreux fonds à lever les capitaux nécessaires à des opérations de LBO importantes. Le marché des LBO aux États-Unis et en Europe connaît ainsi une baisse importante : les transactions ont représenté 192,7 milliards de $ au premier trimestre 2007, 320,6 au second trimestre et 107,8 au troisième trimestre.
Depuis il se développe cycliquement, au gré des aléas boursiers, des politiques fiscales incitatives et de la création de nouveaux outils et véhicules de placement stimulant ou facilitant la collecte des fonds. Le capital-investissement aurait ainsi levé 10 milliards de $ en 1991 contre 459 milliards en 2006.
La France dénombrait en 2020 plus de 300 fonds d'investissement, tous segments confondus. Leur nombre a régulièrement augmenté de 2010 à 2020, favorisée par l'attractivité de cette classe d'investissement par les souscripteurs des fonds, au détriment des investissements de type obligataire, dans un contexte de taux d'intérêt directeurs bas.
Le capital-investissement est aujourd'hui un secteur de la finance considéré comme très prestigieux, les professionnels du private equity sont parfois décrits comme « les rois de la finance ».

## Typologie

### Capital d'amorçage
Le capital d'amorçage est l'investissement dans un projet entrepreneurial qui n'en est encore qu'à un stade de recherche et développement. L'objectif de cette phase, très risquée sur le plan financier, est de finaliser le développement d'une technologie sous la forme de prototype permettant de valider la réussite du pari technologique, et de commencer à tester l'existence d'un marché. La signature d'un premier client assure la transition au stade du capital-risque.

### Capital-risque
Le capital-risque (venture capital) est la branche du capital-investissement qui est spécialisée dans le financement d'entreprises jeunes. Parce qu'elles n'ont pas encore de revenus, ou que peu de revenus, elles ne peuvent faire appel à un financement de marché et ont des difficultés à obtenir des prêts bancaires. Le capital-investissement leur apporte les fonds nécessaires à l'occasion de tours de financement.

### Capital-développement
Le capital-développement s'attache à financer le développement de l'entreprise une fois que celle-ci est déjà stable et consolidée. Il s'agit d'entreprises qui ont besoin de fonds importants pour nourrir leur croissance et générer plus de profits, souvent en profitant de rendements d'échelle.

### Capital-transmission
Le capital-transmission (leveraged buy-out) est destiné à accompagner la transmission ou la cession de l'entreprise. Il s'agit d'un achat à effet de levier. Cette opération d'acquisition se fonde sur un emprunt bancaire, et permet l'acquisition de la totalité du capital d'une société rentable. La société évolue généralement sur un marché mûr, par une combinaison de capitaux et de financements bancaires (dette structurée). Ils permettent à un dirigeant, associé à un fonds de capital-investissement, de transmettre son entreprise, ou plus généralement de préparer sa succession en cédant son entreprise en plusieurs étapes (LBO à double détente).

### Capital-retournement
Le capital-retournement a vocation à venir en aide à une entreprise en difficulté en contribuant à son redressement.

### Fonds souverains
Les fonds souverains sont un type singulier d'acteurs en ce qu'il s'agit de fonds d'investissement publics, détenus par un État, et dont la mission est de placer ses liquidités excédentaires (provenant, par exemple, d'excédents commerciaux) sur les marchés financiers.

### Fonds commun d'investissement
Les fonds communs d'investissements, créés par puissances publiques, ont vocation à encourager ou permettre le développement de certaines filières, parfois à un niveau supranational en associant divers pays (par exemple en associant les six premiers pays de la Communauté européenne du charbon et de l'acier (CECA), dans les prémices d'Euratom, du marché commun et de la CECA qui préfigureront eux-mêmes la communauté européenne), ou bilatéralement entre deux pays. Ainsi, un fonds d'investissement bilatéral franco-chinois d'un milliard d'euros a été créé en 2018 afin de développer la recherche fondamentale et ses applications industrielles dans le domaine de l'intelligence artificielle.

### Fonds thématique
Certains fonds d'investissement se spécialisent dans une thématique, qui peut avoir trait à la géographie, ou à une exigence de responsabilité (investissements dans des projets verts, par exemple). Ces thématiques d'investissements sont un élément de segmentation et de différenciation sur le marché des produits de placement, l'offre étant abondante et mondiale. Elles permettent d'attirer des investisseurs institutionnels spécifiques aux côtés des investisseurs fondateurs du fonds.

### Fonds d'investissement religieux
Certains fonds d'investissement relèvent explicitement de considérations religieuses. Ils utilisent comme critères d'investissement certaines règles définies dans leur livre sacré. La finance islamique a ainsi des fonds d'investissement qui relèvent du système juridique islamique. Dans un tel fonds, il n'est pas permis d'acquérir les parts d'entreprises fournissant des services basés sur l'intérêt, comme les banques conventionnelles, les compagnies d'assurance ou toute autre activité désapprouvée par la charia (fabrication, distribution ou vente de liqueurs, porc, viande non hallal, jeux de hasard, pornographie…).

## Stratégies

### Achats de titres existants
Les opérations de capital-investissement s'effectuent souvent par l'achat de titres existants auprès d'anciens actionnaires.

### Augmentation de capital
Les opérations de capital-investissement peuvent aussi avoir pour origine une augmentation de capital : la société obtient des fonds nouveaux en émettant de nouveaux titres, augmentant ainsi la taille totale de la structure capitalistique de l'entreprise.

### Effet de levier
Les opérations des fonds de capital-investissement sont souvent permises par un effet de levier. Le fonds emprunte des fonds, notamment auprès d'une banque, pour financer le rachat. Durant les années 2000, plus de 60 % du capital-investissement est dédié aux leverage buy-outs.

### Dette mezzanine
La dette mezzanine est un investissement non-dilutif risqué.

### Value investing
Le value investing est une stratégie qui consiste à investir dans une entreprise dont la valeur semble sous-évaluée par le marché.

### Growth investing
Le growth investing est une stratégie qui consiste à investir dans des entreprises qui ont des retours importants.

### Growth at a reasonable price
La stratégie de growth at a reasonable price (GARP) consiste à combiner une stratégie value et growth en trouvant un point d'équilibre en le caractère sous-évalué d'une entreprise et ses retours importants.

## Classements

### Classement Alumneye - Junior ESSEC
La structure de préparation aux entretiens Alumneye et la Junior Entreprise de l'ESSEC publient un classement des fonds de private equity basé sur la réputation des fonds auprès des étudiants de Grandes Écoles de commerce (HEC, ESSEC, ESCP, EDHEC, emlyon) et d'ingénieurs (Polytechnique, Mines ParisTech, Ponts ParisTech, Centrale Paris, Centrale Lyon) ainsi que Dauphine et Sciences Po Paris.
| Rang | Nom                    |
| ---- | ---------------------- |
| 1    | Blackstone             |
| 2    | Ardian                 |
| 3    | Goldman Sachs PIA      |
| 4    | Rothschild Five Arrows |
| 5    | Bain Capital           |
| 6    | KKR                    |
| 7    | Carlyle                |
| 8    | PAI Partners           |
| 9    | Eurazeo                |
| 10   | CVC                    |
| 11   | Advent                 |
| 12   | Bridgepoint            |
| 13   | Cinven                 |
| 14   | Cathay Capital         |
| 15   | Apax                   |
| 16   | Apollo                 |
| 17   | Astorg                 |
| 18   | IK Investment          |
| 19   | EQT                    |
| 20   | Blackfin Capital       |
| 21   | Naxicap                |
| 22   | Permira                |
| 23   | LBO France             |
| 24   | Andera                 |
| 25   | Oaktree Capital        |
| 26   | Sagard                 |
| 27   | L. Catterton           |
| 28   | 3i                     |
| 29   | Latour                 |
| 30   | BC Partners            |

### Classement de Private Equity International
Private Equity International classe les sociétés d'investissement selon le montant cumulé de fonds levés au cours des cinq dernières années.
| Rang | Nom                   | Montant des fonds levés au cours des cinq dernières années (en milliards de dollars US) |
| ---- | --------------------- | --------------------------------------------------------------------------------------- |
| 1    | Blackstone            | 96 milliards USD                                                                        |
| 2    | Carlyle               | 62 milliards USD                                                                        |
| 3    | KKR                   | 55 milliards USD                                                                        |
| 4    | TPG                   | 39 milliards USD                                                                        |
| 5    | Warburg Pincus        | 38 milliards USD                                                                        |
| 6    | Neuberger Berman      | 37 milliards USD                                                                        |
| 7    | CVC                   | 36 milliards USD                                                                        |
| 8    | EQT                   | 35 milliards USD                                                                        |
| 9    | Advent                | 33 milliards USD                                                                        |
| 10   | Vista Equity Partners | 32 milliards USD                                                                        |
| 11   | Leonard Green         | 26 milliards USD                                                                        |
| 12   | Cinven                | 26 milliards USD                                                                        |
| 13   | Bain Capital          | 26 milliards USD                                                                        |
| 14   | Apollo                | 25 milliards USD                                                                        |
| 15   | Thoma Bravo           | 25 milliards USD                                                                        |
| 16   | Insight               | 23 milliards USD                                                                        |
| 17   | BlackRock             | 22 milliards USD                                                                        |
| 18   | General Atlantic      | 22 milliards USD                                                                        |
| 19   | Permira               | 22 milliards USD                                                                        |
| 20   | Brookfield            | 22 milliards USD                                                                        |
| 21   | EnCap Investments     | 21 milliards USD                                                                        |
| 22   | Francisco Partners    | 19 milliards USD                                                                        |
| 23   | Platinum Equity       | 18 milliards USD                                                                        |
| 24   | Hillhouse             | 18 milliards USD                                                                        |
| 25   | Partners Group        | 18 milliards USD                                                                        |

### Classement HEC Paris - Dow Jones
L'école de commerce HEC Paris et l'entreprise Dow Jones classent les fonds de private equity en fonction de leur performance agrégée sur une période de dix ans[réf. nécessaire].
| Rang | Nom                | Score de performance |
| ---- | ------------------ | -------------------- |
| 1    | Accel-KKR          | 3,34                 |
| 2    | Francisco Partners | 2,95                 |
| 3    | TA Associates      | 2,49                 |
| 4    | Vitruvian          | 1,56                 |
| 5    | Great Hill         | 1,36                 |
| 6    | Genstar            | 1,18                 |
| 7    | H&F                | 1,17                 |
| 8    | CD&R               | 1,12                 |
| 9    | Thoma Bravo        | 1,00                 |
| 10   | Hg                 | 0,99                 |
| 11   | Veritas            | 0,95                 |
| 12   | Permira            | 0,68                 |
| 13   | Leonard Green      | 0,65                 |
| 14   | Waterland          | 0,60                 |
| 15   | EQT                | 0,37                 |
| 16   | New Mountain       | 0,33                 |
| 17   | WCAS               | 0,23                 |
| 18   | Advent             | 0,21                 |
| 19   | Crestview          | 0,18                 |
| 20   | Charlesbank        | 0,12                 |

## Résultats

### Performances financières
Certaines études laissent penser que le capital-investissement est favorable à la croissance des entreprises ciblées. Ainsi, Constantin Associés (2007) conclut que les entreprises françaises sous LBO au début des années 2000 connaissent une croissance annuelle de leur chiffre d'affaires de 5,6 % contre 0,7 % pour la moyenne nationale. Cela s'accompagne d'une hausse des effectifs de 4,1 % contre 0,6 % en moyenne. Les salaires des entreprises sous LBO ont gagné +3,3 % contre +2,9 % en moyenne.
Ces dernières années, certains organismes de capital-investissement ont connu des performances fulgurantes. Ceci a conduit à une multiplication des investissements à risque. On a pu ainsi parler de bulle financière, notamment pour ce qui concerne les opérations de taille importante (supérieures à 100 millions d'euros) et financées grâce à de la dette bancaire (LBO).
Par ailleurs, selon une étude de l'AFIC/EY (Association Française des Investisseurs pour la Croissance) sur la période 2004-2013, le capital-investissement aurait largement surperformé d'autres classes d'actifs. Sa performance annualisée sur cette période aurait atteint 10,7 % contre 7,2 % pour l'immobilier, 5,6 % pour le CAC 40 et 5,6 % pour les Hedge Funds.
Cependant, le private equity ne semble pas avoir eu des performances supérieures à celles d'indices actions américains par exemple. Les performances globales du private equity relèveraient plus du mythe que de la réalité. Les travaux de Ludovic Phalippou et d'autres chercheurs montrent que la réalité économique diffère de ce que certains conseillers et acteurs de l'industrie, en prise avec des conflits d'intérêts, veulent bien l'admettre.

### Conséquences sociales
Selon Lily Fang, professeur de finance à l'INSEAD, les inégalités salariales entre hommes et femmes tendent à se réduire lorsqu'un fonds de capital-investissement rentre au capital d'une entreprise,.

## Critiques

### Effets environnementaux
L'émergence des critères environnementaux, sociaux et de gouvernance (ESG) a mené des investisseurs institutionnels, dans les années 2010, à plus prendre en compte les questions afférentes dans leurs investissements. Toutefois, les fonds n'ont pas, de manière générale, aligné leurs critères sur les conventions internationales pour la biodiversité et le climat.
La nature des investissements de certains fonds, et leurs conséquences environnementales, font souvent l'objet d'un manque de transparence. Les fonds favoriseraient des entreprises dégradant la biodiversité et le climat, au détriment de celles qui permettraient d'atteindre les objectifs de l'accord de Paris sur le climat. Ainsi, un rapport de l'ONG Carbon Disclosure Project analysant 16 500 fonds d'investissement dans le monde, représentant 27 000 milliards de dollars d'actifs sous gestion, conclut que moins de 1 % des actifs sous gestion du monde serait actuellement aligné sur les accords de Paris pour le climat. Seuls 0,5 % des fonds (158) ont aligné leur portefeuille de manière à limiter le réchauffement sous les 2 °C (dont 102 sous 1,5 °C). À l'opposé, plus de 8 000 fonds (62 % des actifs) engagent les entreprises sur « une trajectoire de température supérieure à 2,75°C ».

### Opacité et éthique
Côté investisseurs privés, il est reproché aux grands « fonds commun d'investissement » une fréquente opacité, une absence de critères éthiques.

### Quête du profit et réduction de la qualité des services
Une étude menée par des économistes de l'université de Chicago montre que les cliniques rachetées par des fonds de capital-investissement enregistrent une augmentation de la mortalité de court terme des patients affiliés à Medicare de 10 %. Cette propriété par un fonds de capital-investissement a aussi tendance à faire augmenter les coûts de traitement des patients. Dans le secteur de la dermatologie, le rachat par des fonds a fait augmenter la pression sur les dirigeants pour qu'ils augmentent leur profitabilité, réduisant la qualité des traitements aux patients,.